# William Bayliss
Pour les articles homonymes, voir Maddock (homonymie) et Bayliss.
William Maddock Bayliss (2 mai 1860 - 27 août 1924) est un physiologiste anglais et pionnier en endocrinologie.

## Biographie

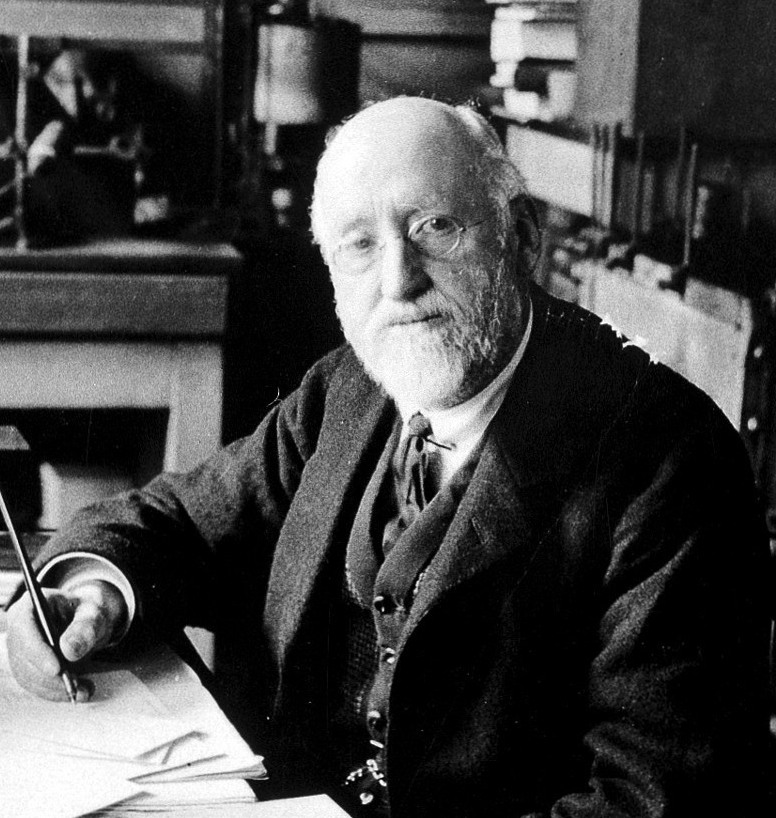
William Bayliss en 1918

Il obtient son doctorat en physiologie au Wadham College d'Oxford.
Avec Ernest Starling, il découvre la sécrétine, la première hormone découverte (une hormone peptidique) en 1902, et décrit le péristaltisme de l'intestin.
L'effet Bayliss (en), une réponse des cellules musculaires lisses face à un étirement des vaisseaux, laquelle permet d'équilibrer le flux sanguin, fait référence à ses travaux pionniers, publiés en 1904.
Il est également impliqué dans l'affaire du Chien brun (Brown Dog affair), une controverse politique de 1903 à 1910 sur la vivisection au Royaume-Uni. Il obtient la condamnation pour diffamation de Stephen Coleridge, qui l'accuse d'avoir pratiqué des vivisections.
En 1893, Bayliss épouse Gertrude Ellen Starling, la sœur d'Ernest Starling.
Bayliss est élu Fellow de la Royal Society en juin 1903, puis reçoit la Médaille royale en 1913. Il est élevé au rang de chevalier en 1922 pour sa contribution à la médecine.
Il est mort à Londres en 1924.
La Bayliss and Starling Society (en) est fondée en 1979 pour favoriser les rencontres entre scientifiques ayant des intérêts communs de recherche concernant le fonctionnement peptidique.